# Jadwiga Skupnik
Jadwiga Skupnik (ur. 15 października 1938 w Mikołowie) – polska aktorka teatralna i filmowa, pedagog; prodziekan Wydziału Aktorskiego PWST we Wrocławiu (1984-1990).

## Życiorys
Absolwentka Studia Dramatycznego przy Państwowych Teatrach Dramatycznych we Wrocławiu (1959). Debiutowała 1 lipca 1957, od tego czasu jest związana z Teatrem Polskim we Wrocławiu (od 1959) oraz gościnnie z Operą Wrocławską (1983) i Wrocławskim Teatrem Współczesnym im. Edmunda Wiercińskiego (1999, 2011). Była pedagogiem Studium Aktorskiego przy Teatrze Polskim (1976-1980) i na Wydziale Aktorskim PWST we Wrocławiu (od 1979; w latach 1984-1990 prodziekan Wydziału Aktorskiego).
W filmie wystąpiła w kilkunastu rolach drugoplanowych, m.in. w filmach „Jak być kochaną” (1962), „Giuseppe w Warszawie” (1964), „Uciec jak najbliżej” (1972), „Wyjście awaryjne” (1982). W teatrze m.in. w sztukach „Heloiza i Abelard” (1959), „Śluby panieńskie” (1960 i 1972), „Kordian” (1965), „Fantazy” (1969), „Księżniczka Turandot” (1974), „Kartoteka” (1977), „Nie-boska komedia” (1979), „Trans-Atlantyk” (1982).

## Nagrody i odznaczenia
- 1972 – Brązowa Iglica
- 1974 – Odznaka Budowniczy Wrocławia
- 1974 – Złota Odznaka Towarzystwa Miłośników Wrocławia
- 1975 – Nagroda Artystyczna Wrocławskiego Towarzystwa Przyjaciół Teatru
- 1976 – Srebrny Krzyż Zasługi
- 1977 – Nagroda aktorska z rolę Tłustej Kobiety w Kartotece Tadeusza Różewicza na XVII Kaliskich Spotkaniach Teatralnych
- 1978 – Odznaka Zasłużony Działacz Kultury
- 1983 – Zasłużony dla Województwa Wrocławskiego i Miasta Wrocławia
- 1986 – Złoty Krzyż Zasługi
- 1986 – Nagroda Artystyczna Miasta Wrocławia
- 1996 – Złoty Krzyż Zasługi
- 1998 – Nagroda prezydenta Wrocławia za najlepszy epizod w roli Pani Paulsen w Damie z jednorożcem H. Brocha w reżyserii Krystiana Lupy, Międzynarodowy Dzień Teatru.
- 2003 – Pierścień Millennium Biskupstwa Wrocławskiego
- 2005 – Nagroda aktorska i druga nagroda zespołowa, XI Ogólnopolski Konkurs na Wystawienie Polskiej Sztuki Współczesnej
- 2005 – Nagroda marszałka województwa dolnośląskiego za najlepszą rolę kobiecą w teatrach Dolnego Śląska
- 2006 – Nagroda ministra kultury i Nagroda Magnolii - Nagroda Miasta Szczecina, XLI Ogólnopolski Przegląd Teatrów Małych Form Kontrapunkt w Szczecinie,
- 2005 – Medal Komisji Edukacji Narodowej
- 2006 – Srebrny Medal „Zasłużony Kulturze Gloria Artis”
- 2009 – Nagroda marszałka województwa dolnośląskiego za szczególne osiągnięcia w dziedzinie kultury
- 2010 – Nagroda WENA za szczególne osiągnięcia w dziedzinie kultury